# Amaranthus brownii
Amaranthus brownii era uma espécie de planta anual herbácea da família Amaranthaceae. A planta era encontrada exclusivamente na pequena ilha de Nihoa nas ilhas de Sotavento do Havaí, crescendo em afloramentos rochosos a altitudes de 120 a 215 m. Era uma das nove espécies do gênero Amaranthus no arquipélago do Havaí, além de ser a única espécie endêmica havaiana do gênero. Atualmente, é considerada extinta.
A. brownii foi descoberta durante uma expedição em 1923 pelo botânico Edward Caum. Diferenciava-se de outras espécies havaianas de Amaranthus por suas axilas foliares sem espinhos, folhas lineares e frutos indeiscentes. Era uma das 26 plantas vasculares em Nihoa, das quais 17 são indígenas, seis exóticas e três endêmicas exclusivamente de Nihoa; estas últimas incluíam A. brownii, a palmeira Pritchardia remota e a Schiedea verticillata. A. brownii era considerada a planta mais rara de Nihoa e não foi diretamente observada na ilha após 1983. Expedições anteriores coletaram amostras de plantas e sementes, mas nenhum espécime conseguiu sobreviver aos esforços de conservação ex situ fora de seu habitat nativo. Consequentemente, não há plantas ou sementes conhecidas de A. brownii em qualquer jardim botânico.
Planos de conservação e recuperação para A. brownii foram propostos pelo Serviço de Pesca e Vida Selvagem dos Estados Unidos (FWS), que administra a ilha de Nihoa como parte do Refúgio Nacional de Vida Selvagem das Ilhas Havaianas no Monumento Nacional Marinho de Papahānaumokuākea. Em 1996, a planta foi listada pelo FWS como uma espécie em perigo. Em 2003, o FWS designou a ilha de Nihoa como um habitat crítico para a planta, e ela foi classificada como criticamente em perigo na Lista Vermelha da IUCN. Após a ausência de avistamentos por mais de 35 anos, apesar de pesquisas intensivas, a espécie foi classificada como extinta na Lista Vermelha da IUCN em 2018.

## Taxonomia
A espécie foi coletada pela primeira vez durante uma visita de dez dias à ilha de Nihoa pela Expedição Tanager [en]. O botânico Edward Caum coletou o primeiro espécime em 17 de junho de 1923, e um segundo foi coletado pelo cartógrafo Charles S. Judd[b] em 20 de junho de 1923. Forest Brown, botânico de uma outra expedição (Expedição Bayard Dominick às ilhas Marquesas, 1921–1922), ajudou a fornecer descrições e comentários para algumas das espécies descritas por Erling Christophersen e Caum. Eles nomearam A. brownii em homenagem a Brown em 1931 com a publicação de seu artigo "Vascular plants of the Leeward Islands, Hawaii". No artigo, eles originalmente descreveram A. brownii como uma das 20 espécies de plantas vasculares na ilha de Nihoa. O FWS não reconhece um nome comum.

## Descrição
A. brownii foi a única espécie endêmica havaiana de Amaranthus nas ilhas Havaianas.[a] Era uma planta anual herbácea que crescia a uma altura de 30-90 cm e tinha folhas lineares estreitas, flores verdes pequenas e frutos que continham uma única semente vermelha escura. A. brownii era monoica; ou seja, as flores masculinas e femininas eram encontradas juntas na mesma planta. Diferenciava-se de outras espécies havaianas de Amaranthus por suas axilas foliares sem espinhos, folhas lineares e frutos indeiscentes (frutos que não se abrem para liberar sementes quando maduros). Os frutos eram ovoides e tinham entre 0,8–1 mm de comprimento e 0,6–0,8 mm de largura. Acredita-se que a planta era anemófila (polinizada pelo vento).

## Distribuição e habitat

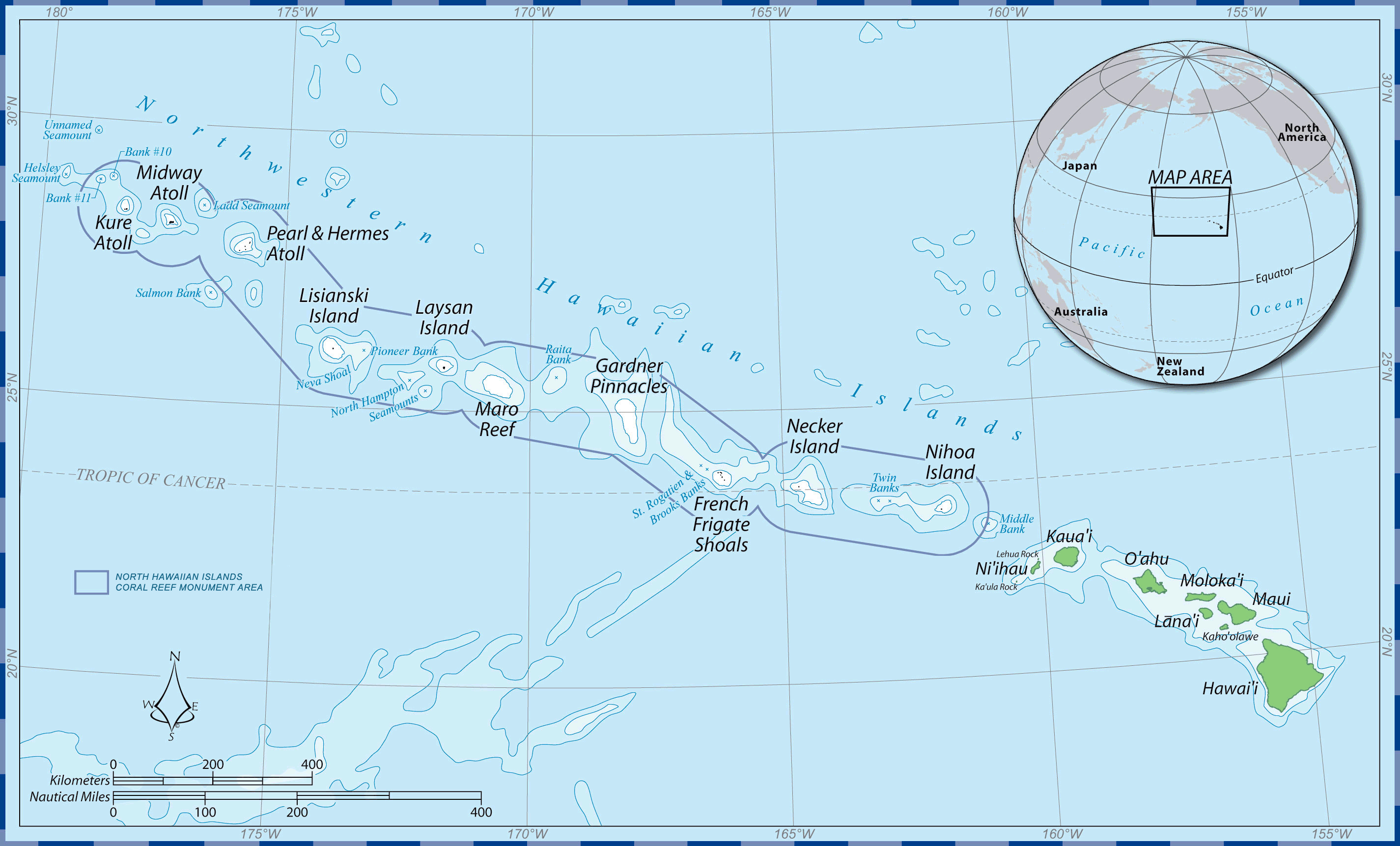
Monumento Nacional Marinho de Papahānaumokuākea.

A. brownii tinha uma distribuição muito limitada; era encontrada apenas na ilha de Nihoa, com 0,65 km², localizada a 275 km a noroeste de Kauai. Acredita-se que esta planta endêmica provavelmente sempre foi rara e restrita a Nihoa. Seu antigo habitat é gerenciado pelo Serviço de Pesca e Vida Selvagem dos Estados Unidos e protegido como parte do Refúgio Nacional de Vida Selvagem das Ilhas Havaianas no Monumento Nacional Marinho de Papahānaumokuākea. A. brownii foi uma das três espécies endêmicas e ameaçadas encontradas apenas em Nihoa, junto com a palmeira P. remota e a S. verticillata. Pelo menos outras nove espécies de plantas nativas podem ser encontradas em seu habitat, incluindo o "pé-de-ganso havaiano" (Chenopodium oahuense [en]),  o capim Eragrostis variabilis, a Ipomoea indica, a pé-de-cabra (I. pes-caprae subsp. brasiliensis), o Panicum torridum, o alface do mar (Scaevola taccada), o Sicyos pachycarpus, a Sida fallax [en] e a Solanum nelsonii.

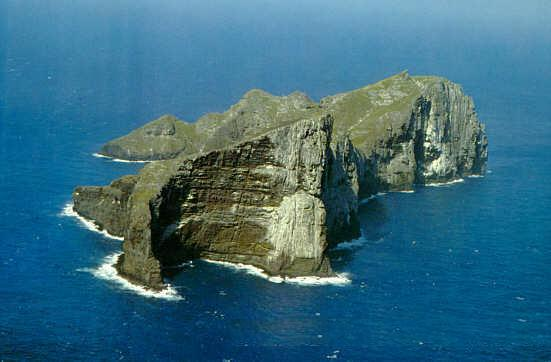
Vista aérea de Nihoa. Em 1983, W. Gagné registrou 12 espécies de plantas crescendo na ilha.

A planta crescia durante a estação úmida de inverno, de dezembro a julho, no habitat de arbusto seco costeiro de Nihoa em solo raso sobre afloramentos rochosos em áreas expostas entre 150-215 m. Na época de sua descoberta, em 1923, os botânicos observaram a planta crescendo em grande quantidade nas encostas em direção ao pico Miller e nas encostas orientais da ilha. Expedições no início e meados dos anos 1960 não conseguiram identificar nenhum espécime, mas em 1969, o etnobotânico Douglas Yen, do "Bishop Museum" [en], coletou espécimes perto do pico Miller. Herbst e Takeuchi, do FWS, coletaram o último espécime conhecido[c] em 27 de julho de 1980. Christensen também visitou Nihoa em 1980 para reavaliar espécies endêmicas observadas pela última vez na expedição Tanager. Conant e Collins também visitaram Nihoa em 1980; Conant retornou duas vezes em 1981, primeiro com Rauzon e depois com Newman. Em 1983, Conant visitou a ilha com Gagné. Conant encontrou A. brownii crescendo na ilha em 1981 e 1983, quando se acreditava que existiam apenas duas populações de 35 plantas: 23 indivíduos foram encontrados perto do pico Miller e 12 no Vale do Meio. As duas populações de plantas estavam separadas por uma distância de aproximadamente 0,4 km.
A habitação polinésia pré-histórica em Nihoa[d] pode ter inicialmente levado a uma diminuição na população de plantas de A. brownii. As principais ameaças à planta incluíam espécies invasoras, fogo e hibridização com outras espécies de Amaranthus. A endogamia foi uma séria ameaça, pois a pequena população de plantas precisava se reproduzir dentro de seu próprio círculo, resultando em defeitos genéticos. A. brownii também foi forçada a competir com a erva daninha não nativa (Portulaca oleracea), a principal ameaça de espécies exóticas à planta. Em 2002 e 2004, o gafanhoto Schistocerca nitens [en] apresentou uma ameaça ainda maior a A. brownii.[e] Registrado pela primeira vez na ilha em 1977, a crescente densidade populacional desses gafanhotos levou a uma grande defoliação na ilha, deixando A. brownii em maior risco de herbivoria. Apenas em 2004, cerca de 400.000 gafanhotos S. nitens destruíram quase 90% da vegetação em Nihoa. Todas essas ameaças podem ter contribuído para sua extinção final.

## Conservação

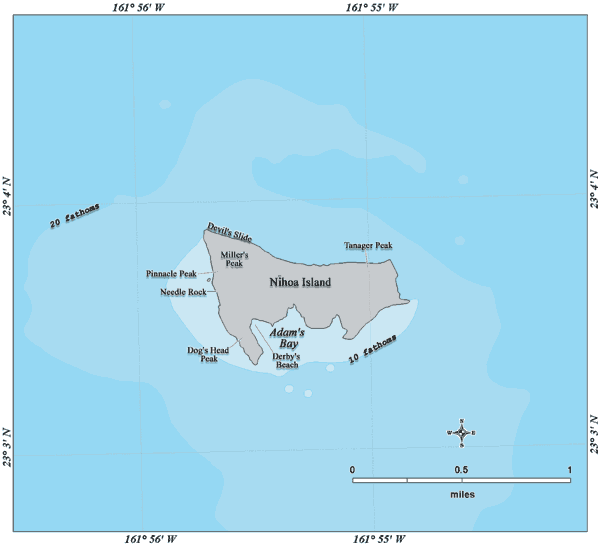
As populações de plantas foram encontradas na encosta de Miller e na encosta oeste do Vale do Meio.

De acordo com a zoóloga e conservacionista Sheila Conant, A. brownii era importante devido à sua singularidade nas ilhas Havaianas do noroeste como "a única endêmica havaiana neste grande gênero que contém muitas espécies economicamente e nutricionalmente importantes." No entanto, em mais de uma década de pesquisas de campo em Nihoa, nenhuma planta viva da espécie foi identificada. Funcionários do refúgio de vida selvagem visitaram a ilha durante a estação seca pelo menos 21 vezes entre 1983 e 1996. Inicialmente, os botânicos pensaram que a ausência da planta nas pesquisas de campo poderia ser explicada pelo período das visitas. Durante os meses de verão, os caules de A. brownii secavam e não podiam ser distinguidos de outras plantas herbáceas. No entanto, uma visita de sete dias à ilha em abril de 2006 ainda não encontrou nenhum espécime. Pesquisas adicionais no inverno foram realizadas, mas nenhuma teve sucesso.
Esforços de conservação ex situ para propagar A. brownii por sementes em jardins botânicos também não foram bem-sucedidos. Durante a expedição de 1981, sementes de A. brownii foram coletadas por Sheila Conant e entregues ao Arboretum de Waimea na ilha havaiana de Oahu e aos Jardins de Kew em Londres. Embora as sementes no Arboretum de Waimea germinassem e crescessem por um tempo, nenhuma planta sobreviveu além do estágio de plântula. Informações sobre o resultado das sementes enviadas aos Jardins de Kew não estão disponíveis.
Uma proposta para listar A. brownii sob a lei de espécies ameaçadas dos Estados Unidos foi originalmente apresentada em 16 de junho de 1976, mas foi retirada em 10 de dezembro de 1979, por estar desatualizada e incompleta. Foi proposta novamente em 24 de março de 1993, e foi listada federalmente como uma espécie em perigo em 21 de agosto de 1996. Em 22 de maio de 2003, o FWS designou 69 Ha na ilha de Nihoa como um habitat crítico para A. brownii, bem como para P. remota, Schiedea verticillata e duas outras espécies também encontradas em Nihoa e outras ilhas havaianas, a Sesbania tomentosa [en] e a Cyperus pennatiformis [en]. Também em 2003, A. brownii foi internacionalmente classificada como criticamente em perigo na Lista Vermelha da IUCN. Até 2010, A. brownii era uma das 51 espécies de plantas havaianas listadas como ameaçadas ou em perigo sob a Lei de Espécies Ameaçadas.